# Camp Lemonnier
Le camp Lemonnier, situé dans la ville de Djibouti, est un ancien camp de la Légion étrangère qui porte le nom du général Émile Lemonnier. Il a successivement servi au 5e régiment interarmes d'outre-mer (RIAOM), aux forces terrestres djiboutiennes et abrite actuellement une base de la marine américaine ainsi que le siège de la force combinée américaine qui prend part à la lutte contre la piraterie autour de la Corne de l'Afrique.
Il porte le nom du général Émile Lemonnier, décapité par les Japonais pour avoir refusé de signer sa reddition en Indochine pendant la Seconde Guerre Mondiale.

## Base des troupes de Marine
Les forces françaises, arrivées en 1977 dans le cadre des accords de défense signés entre les deux pays, y installent le 5e régiment interarmes d'outre-mer .

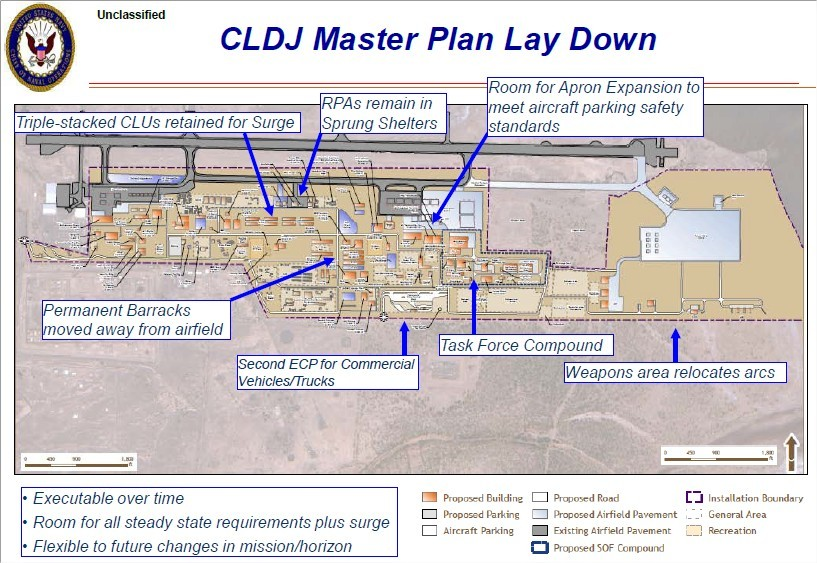
Plan des installations du camp Lemonnier en 2012 et ses extensions prévues.

## Base de la marine américaine
L'installation américaine date du 17 juin 2002 et la base expéditionnaire a été inaugurée en septembre 2002.
Le camp, identifié par le sigle CLDJ, est la seule base militaire américaine permanente en Afrique. Il abrite essentiellement des Marines et gère des avions, hélicoptères et drones de l'US Air Force et de l'US Navy. La Combined Joint Task Force - Horn of Africa (CJTF-HOA), un des commandements de l'AFRICOM, s'y installe en mai 2003.
Le loyer payé par le gouvernement américain à la république de Djibouti est de 30 millions de dollars par an en 2010. Depuis 2007, la gestion du camp est assurée par Pacific Architects and Engineers, ancienne filiale de Lockheed Martin vendue en février 2011 à Lindsay Goldberg, pour environ 90 millions de dollars par an.
À la suite d'aménagements estimés à 1,32 milliard de dollars, cette base peut accueillir, en temps normal, 43 aéronefs, 2 100 hommes et 300 autres soldats d'une force opérationnelle auquel pourraient s'ajouter, en cas de besoin, 12 autres aéronefs, 1 500 hommes et 800 soldats d'une force opérationnelle.
L'accord passé entre l'ambassade américaine à Djibouti et le gouvernement djiboutien permet aux forces américaines d'utiliser le camp et prévoit l'accès à l'aéroport international Ambouli ainsi qu'aux installations portuaires. Avec l'ouverture d'un front de lutte anti-terroriste en Afrique, ce sont plus de 3 200 personnes qui travaillent dans cette base et une « demi douzaine » de drones qui opèrent du Mali à la Somalie. 
À la fin de 2013, à la suite de l'encombrement de l'aéroport et de cinq accidents de drones sur celui-ci depuis 2011, il a été décidé de transférer les activités liées aux drones sur l'aérodrome de Chabelley après l'aménagement de celui-ci qui se situe à une dizaine de kilomètres au sud-ouest de Camp Lemonnier. Une photo satellite prise en octobre 2013 montre 7 hangars et 6 drones sur cet aérodrome alors qu’il n’y avait rien en octobre 2012.
Faute de moyens devant l'émergence de nouvelles missions, le 60th Expeditionary Reconnaissance Squadron qui opérait les MQ-1 Predators a été dissous en octobre 2015, et ses moyens redéployés. Ceux-ci ont effectué une centaine de frappes entre 2010 et 2015.

## Base de l’armée japonaise
En 2011,  cent cinquante soldats japonais hébergés provisoirement dans les installations américaines, vont rejoindre leur nouvelle base, sur un terrain de 12 hectares concédé par l’État djiboutien. Leur objectif est la lutte anti-piraterie au large de la Somalie, dans laquelle ils sont engagés depuis 2009.

## Armée italienne
À la suite d’un accord stipulé en juillet 2012 par le ministère de la Défense italien, l'Italie a été autorisée à installer à Djibouti une base militaire. Elle y déploie des forces militaires pour « contrer la piraterie ».